# Comuna Liubîțke, Novomîkolaiivka
Liubîțke (în ucraineană Любицьке) este o comună în raionul Novomîkolaiivka, regiunea Zaporijjea, Ucraina, formată din satele Danîlivka, Lisne, Liubîțke (reședința) și Mîrivka.

## Demografie
Componența lingvistică a comunei Liubîțke
     Ucraineană (92,28%)
     Rusă (7,37%)
     Alte limbi (0,12%)
Conform recensământului din 2001, majoritatea populației comunei Liubîțke era vorbitoare de ucraineană (92,28%), existând în minoritate și vorbitori de rusă (7,37%).